# Empire of the Undead
Empire of the Undead è l'undicesimo album registrato in studio della band power metal tedesca Gamma Ray, pubblicato in Italia da Edel Italy il 28 marzo 2014.

## Retroscena
Ad aprile 2013 Kai Hansen ha rilasciato un'intervista per la rivista Metal Blast in cui ha affermato che la band aveva in preparazione un album per il 2014, dal titolo Empire of The Undead. Il frontman ha rivelato anche che il sound del nuovo lavoro in studio avrebbe avuto sonorità più thrash rispetto agli album precedenti. Nella stessa intervista il bassista della band, Dirk Schlächter, ha continuato affermando che il relativo tour sarebbe cominciato molto prima della pubblicazione dell'album, ovvero che alcuni pezzi sarebbero stati portati live in anteprima.
In questo disco fa il suo esordio Michael Ehré (Metalium, Firewind) alla batteria, in sostituzione dello storico Dan Zimmermann, che abbandona la band in modo molto amichevole dopo ben 15 anni, per dedicarsi totalmente alla sua famiglia.

## Tracce
1. Avalon – 9:20 (Kai Hansen)
2. Hellbent – 5:23 (Kai Hansen)
3. Pale Rider – 4:23 (testo: Kai Hansen – musica: Michael Ehré)
4. Born to Fly – 4:31 (Henjo Richter)
5. Master of Confusion – 4:56 (Kai Hansen)
6. Empire of the Undead – 4:25 (Kai Hansen)
7. Time for Deliverance – 5:10 (testo: Dirk Schlächter, Kai Hansen – musica: Dirk Schlächter)
8. Demonseed – 6:38 (testo: Kai Hansen – musica: Dirk Schlächter)
9. Seven – 5:07 (Kai Hansen)
10. I Will Return – 6:55 (Henjo Richter)

### Bonus edizione europea
1. Built a World – 4:22

### Bonus edizione giapponese
1. Someday – 3:58

### Bonus edizione USA
1. The Spirit (Live from the final studio sessions 3) – 4:22
2. New World Order (Live from the final studio sessions) – 6:01

### Bonus edizione CD/DVD Digipack
1. Avalon (Live from the final studio sessions) – 9:51
2. The Spirit (Live from the final studio sessions 1) – 4:19
3. Empire of the Undead (Live from the final studio sessions 1) – 4:26

### Contenuti DVD (edizione CD/DVD Digipack)
1. The Spirit (Live from the final studio sessions 2)
2. Empire Of The Undead (Live from the final studio sessions 2)
3. Demonseed (Live from the final studio sessions 2)
4. Empathy (Live from the final studio sessions)
5. Tour Of Hamburg With Da Rrrrayzzzzzz
6. Interviews With Kai Hansen & Gamma Ray
7. To The Metal! (Promo video)

Il DVD distribuito nella Limited Edition Box Set presenta tre ulteriori contenuti tratti dal DVD Skeletons & Majesties Live del 2012.
1. Gamma Ray
2. Wings Of Destiny
3. Send Me A Sign (versione acustica)

## Formazione

### Gruppo
- Kai Hansen - voce, chitarra
- Henjo Richter - chitarra, tastiera
- Dirk Schlächter - basso
- Michael Ehré - batteria

### Altri musicisti
- Corvin Bahn - tastiere aggiuntive
- Benjamin Lawrenz - chitarre aggiuntive

### Produzione
- Alexander Dietze, Christoph Stepan, Eike Freese, Kai Hansen, Christoph Stepan - ingegneria del suono
- Alexander Dietze, Eike Freese - missaggio, mastering
- Antje Schröder, Grace Helly Graphics - copertina
- Alexander Mertsch - design, foto